# Blechnum Peaks
Die Blechnum Peaks umfassen drei Berggipfel (640 m, 615 m und 550 m hoch) an der Nordküste Südgeorgiens. Sie ragen inmitten des nordsüdlich ausgerichteten Bergkamms zwischen dem Gulbrandsen Lake und dem Olsen Valley auf.
Das UK Antarctic Place-Names Committee benannte sie 1991 im Zuge der biologischen Arbeiten des British Antarctic Survey in diesem Gebiet nach dem seltenen Rippenfarn Blechnum penna-marina (trivial Feuerlandfarn oder Seefeder-Rippenfarn), dessen Vorkommen auf Südgeorgien auf die Nord- und Osthänge dieser drei Gipfel und auf das angrenzende Olsen Valley beschränkt ist.